# Velký památník Mansudae
Velký památník Mansudae (korejsky 만수대 대 기념비, čínsky 萬壽臺大紀念碑) je komplex soch v Pchjongjangu v Severní Koreji. Skládá se z 229 postav, které připomínají historii revolučního boje korejského lidu a zejména jejich vůdce. Střední část památníku tvoří dvě 20 metrů vysoké bronzové sochy zesnulých severokorejských vůdců Kim Ir-sena a Kim Čong-ila.

## Historie

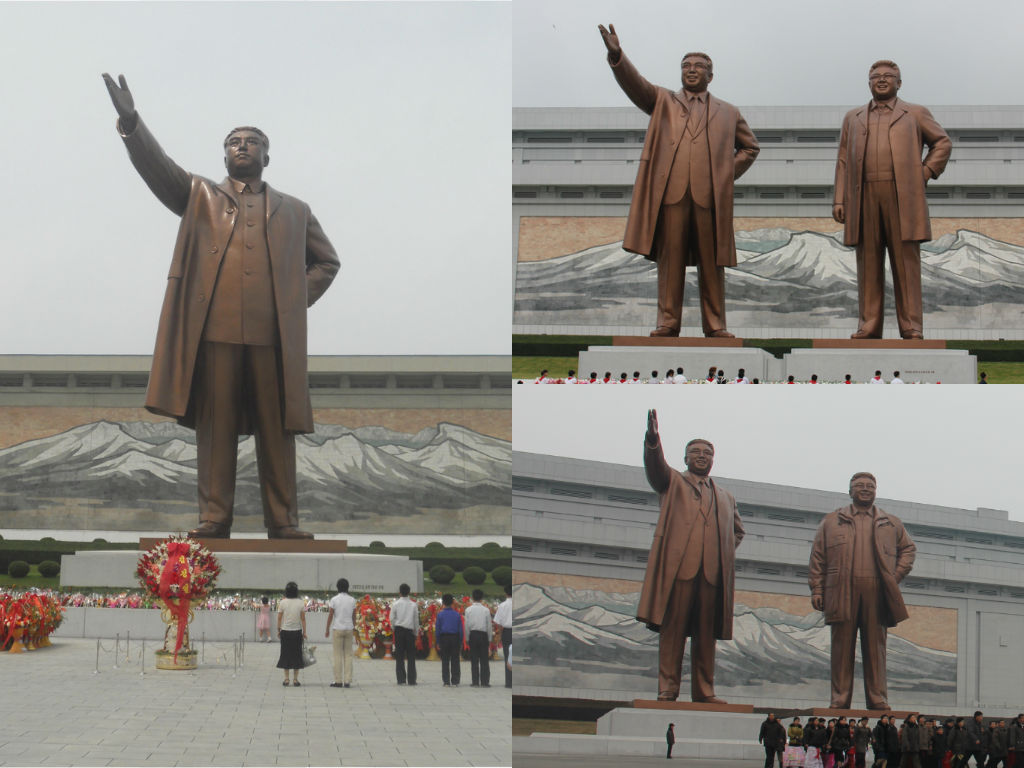
Vlevo : Fotografie z roku 2010, původní socha Kim Ir-sena. Vpravo nahoře : Fotografie sochy Kim Ir-sena i Kim Čong-ila z roku 2012, která ho zobrazuje jako staršího státníka Vpravo dole : Fotografie z roku 2014 ukazující Kim Čong-ila s novým kabátem.

Památník nechal v dubnu roku 1972 postavit Kim Čong-il na počest 60. narozenin svého otce a diktátora Severní Koreje Kim Ir-sena. Na pomníku je Kim Ir-sen s výhledem na Pchjongjang. O pět let později byla socha pokryta plátkovým zlatem. Toto pozlacení bylo odstraněno po návštěvě Teng Siao-pchinga, který po zhlédnutí pomníku vyjádřil nespokojenost s tím, jak je vynakládána čínská pomoc.
Po smrti Kim Čong-ila v roce 2011 byla podobná socha vztyčena na severní straně od Kim Ir-sena. Zároveň byla socha Kim Ir-sena upravena tak, aby jej zobrazovala v pozdějším věku a usmívajícího se. Původní Kim Ir Senův maoistický oblek byl rovněž nahrazen oblekem západního stylu. Socha Kim Čong-ila měla původně dlouhý kabát, ale ten byl vzápětí změněn na jeho charakteristickou parku. Jihokorejské zdroje odhadují náklady na dodatečnou sochu na 10 milionů dolarů, přičemž severokorejským dělníkům pracujícím v zahraničí bylo nařízeno, aby každý z nich věnoval na pomník 150 dolarů.

## Popis
Za sousoším je zeď budovy muzea Korejské revoluce s mozaikovou nástěnnou malbou zobrazující scénu z hory Pektusan, která je považovaná za posvátnou horu revoluce. Na obou stranách soch jsou dva pomníky sestávající ze soch různých vojáků, dělníků a farmářů v jejich protijaponském revolučním boji a socialistické revoluci. Dlouhá řada lidských postav na nich vyobrazených je průměrně vysoká 5 metrů.
Oficiální severokorejský web popisuje památník takto:
| „ | Památník komplexně reprezentuje nesmrtelnou historii revolučního boje korejského lidu, který zaznamenal pouze vítězství a slávu pod moudrým vedením velkého Generalissima. Nejen o státních svátcích a pamětních dnech, ale v běžných dnech je přeplněný lidmi, kteří před sochy pokládají květinové koše a kytice. Často jsou zde vidět svatební páry. I hosté z ciziny vystoupají na vrchol a vzdávají hold vysokému Generalissimovi. | “ |

Očekává se, že všichni návštěvníci památníku, místní i cizí, se ukloní a položí květiny, aby projevili úctu. Fotografování soch je povoleno, ale fotografie musí sochy zachycovat jako celek.